# Феллер Мартен Давидович
Марте́н Дави́дович Фе́ллер (1933, Дрогобич, Львівщина — 2004) — український мовознавець та відомий дослідник українсько-єврейських паралелей. Доктор філологічних наук, професор кафедр журналістики, української мови Києво-Могилянської Академії, професор юдаїки, заступник директора Інституту юдаїки, фахівець з досліджень українсько-єврейських взаємин. 

## Життєпис
З 1980-х років працював професором кафедри російської мови Дрогобицького державного педагогічного інституту (університету) імені Івана Франка. З лютого 1999 року деякий час очолював кафедру слов'янських мов Дрогобицького державного педагогічного університету імені Івана Франка.
Потім працював професором кафедр журналістики та української мови Києво-Могилянської Академії. Був професором юдаїки, заступником директора Інституту юдаїки в Києві. 
Впроваджуючи в науковий обіг термін «україноюдаїка» автор з позицій людяності та на основі унікальних історичних і літературних фактів яскраво змальовує представників двох народів, що впродовж усього життя, проживаючи в Україні та за її межами, свою діяльність присвячували розвиткові культурних взаємовідносин між народами та збагаченню надбань національних і загальнолюдських цінностей.

## Родина
Батько: Феллер Давид Абрамович – невропатолог, підполковник медичної служби. Мати: Марія (Міріам) Юхимівна (Єхілівна) Конторова – бібліотечний працівник. Був одружений з Жанною Ковбою.

## Цитати
„Юдеї Києва пережили чимало поганого і доброго, спостерігаючи за плином часу, шукаючи своєї долі на українській землі. Вони завжди були поруч з українцями, і донині пам'ятають українських селян, які виправдали Бейліса під час сумнозвісного однойменного процесу. Серед киян чимало праведників світу — тих, хто рятував євреїв у роки Другої світової війни. І саме діячі українського мистецтва — ті, кого нині знаємо як «шістдесятників» — піднімали питання про встановлення монумента у Бабиному Яру; у першу чергу, варто низько вклонитися Іванові Дзюбі. Нині єврейська громада зменшилася — нас уже не 129, а 20 тисяч, але ми живемо і працюємо у Києві…“ — Мартен Феллер для Радіо Свобода.

## Книги та публікації
- Феллер М. Как рождаются и живут слова: Кн. для учащихся. – М.: Просвещение, 1964. – 195 с., с ил.
- Феллер М. Д. Лінгвістика і книгознавство // «Поліграфія і видавнича справа». – Львів, 1967. – №. З. – С. 154–160.
- Феллер М., Сенкевич М. Литературное редактирование [лингвостилистические основы]: Учеб. пособие для студентов фак. журналистики и ред. фак. – М.: Высш. школа, 1968. – 367 с.
- Феллер М., Квітко І., Шевченко М. Довідник коректора: Довідкове видання /  2-е вид. - Харків: Книжкова палата УРСР, 1972. - 408 с., с іл.
- Феллер М. Эффективность сообщения и литературный аспект редактирования. – Львов: Вища школа, 1978. – 200 с.
- Феллер М.Структура произведения. Как она действует. Как ее строят. Как оценивают и помогают улучшить: автору и редактору. - М.: Книга, 1981. – 272 с.
- Феллер М. Стиль и знак. Стиль как способ изображения действительности. – Львов: Вища школа, 1984. – 167 с.
- Феллер М., Полторак Ю. Составление текстовых производственных документов. – М.: Изд-во стандартов, 1990. – 143 с. ISBN 5-7050-0096-0.
- Феллер М. Пошуки, роздуми і спогади єврея, який пам'ятає своїх дідів, про єврейсько-українські взаємини, особливо ж про мови і ставлення до них[недоступне посилання з липня 2019]. – Дрогобич: ВФ «Відродження», 1994. – 238 с. ISBN 5-7707-5173-8.
- Феллер М. Думки про єврейську освіту та педагогіку в Україні // «Відродження»: Часопис для директорів і вчителів шкіл. – 1997. – № 2. – С. 21–22.
- Феллер М. Єврейська історія і культура в Україні // «Український історичний журнал». – 1998. – № 1. – С. 138–146.
- Феллер М. Пошуки, спогади, роздуми єврея, який пам'ятає своїх дідів, про єврейсько-українські взаємини, особливо ж про нелюдське і людяне в них[недоступне посилання з липня 2019]. – Дрогобич: ВФ «Відродження», 1998. – 376., з іл. ISBN 966-538-043-5.
- Феллер М. Підручник «Історія та культура євреїв України».
- Феллер М. Що таке вправне (ефективне) спілкування. Навіщо і як учити спілкуватися // «Укр.мова та література». – 1999. – № 39. – С. 9–11.
- Феллер М. Творчі завдання в процесі навчання вправного спілкування // «Укр.мова та література». – 1999. – № 44. – С. 9–10.
- Феллер М. Найкраще запам'ятовуються цікавинки: Розділ з книги «Мистецтво живого слова» // «Укр.мова та література». – 1999. – № 47. – С. 11.
- Феллер М. Чи є щось спільне між текстом і текстилем? // «Укр.мова та література». – 2000. – № 3. – С. 5–6.
- Феллер М. Проблеми стану і функціонування української мови у двомовному соціумі // «Укр.мова та література». – 2000. – № 6. – С. 3–5.
- Феллер М. Про українську мову [Текст] / Феллер М. // «Укр.мова та література». – 2000. – № 8. – С. 10–12.
- Феллер М. Так учили вправно спілкуватися в Могилянській академії в Києві 300 років тому // «Укр.мова та література». – 2000. – № 17. – С. 7–8.
- Феллер М. Думки про єврейську освіту та педагогіку в Україні // «Відродження»: часопис з питань культури та освіти національних меншин. – 2000. – № 1. – С. 12–13.
- Феллер М. Основи комунікативної девіалогії: (Учімо спілкуватися) // «Укр.мова та література». – 2000. – № 35. – С. 2–3.
- Феллер М. Проект "Большой русской нации" і заборона в другій половині XIX ст. видання української книжки і навчання української мови // «Укр.мова та література». – 2000. – № 46. – С. 1–7.
- Феллер М. Досвід відродження державної мови Ізраїлю – івриту // «Урок української». – 2000. – № 9. – С. 56–58.
- Феллер М. Нариси про текст (у співавторстві з В.В.Різуном та А.І.Мамалигою).
- Феллер М. Роль оригінальних досліджень у формуванні популярної енциклопедії «Українське єврейство» // «Запорожские еврейские чтения 4». – (2000) 31-34
- Феллер М. Чи може суржик стати мовою? // «Українська мова та література».  – 2001. – № 40. – Ч. 40. – С. 1–2.
- Феллер М. Про наших великих духом : Есеї з україноюдаїки. – Львів: Сполом, 2001. – 128 с. ISBN 966-7445-86-0.
- Феллер М. Зіставлення Іваном Огієнком української та давньоєврейської мов // «Укр.мова та література». – 2001. – № 47. – С. 3–4.
- Феллер М. Прилучатися до загальнолюдського – плекати національне: Про єврейську освіту й педагогіку в Україні // «Урок української». – 2001. – № 10. – С. 61–63.
- Феллер М. Міжнаціональні взаємини – це передусім взаємна повага: Чи прищеплює її своїм вихованцям вища школа // «Віче». – 2002. – № 9. – С. 41–45.
- Феллер М. Схожість і відмінність мов української та ідиша аспекті суржика. У: Мовні конфлікти і гармонізація суспільства. Матеріали наукової конференції. 28–29 травня 2001 року. ВПЦ «Київський університет», 2002.
- Феллер М. Наодинці зі словником // «Дивослово: Українська мова й література в навчальних закладах». – 2004. – N1. – С. 23–25 .
- Феллер М. Украиноиудаика: правда об украинско-еврейских отношениях // «Зеркало недели». – 10 сентября 2004.
- Феллер М. Україноюдаїка: правда про українсько-єврейські відносини // «Дзеркало тижня». – 10 вересня 2004.
- Феллер М. Людяність у безодні пекла / Обрії порозуміння: Збіфрник Центру досліджень єврейської історії та культури НАУКМА, Ін-т юдаїки; упоряд. А. Ленчовська. – 2-ге вид. – К.: Дух і Літера, 2009. – С. 125–144. ISBN 978-966-378-103-7.
- Феллер М. Про наших великих духом: Есеї з україноюдаїки. – Начитувачка: Дюпіна Тетяна. – Київ: Ніде Не Купиш, 2011.